# آبجوی ارزن

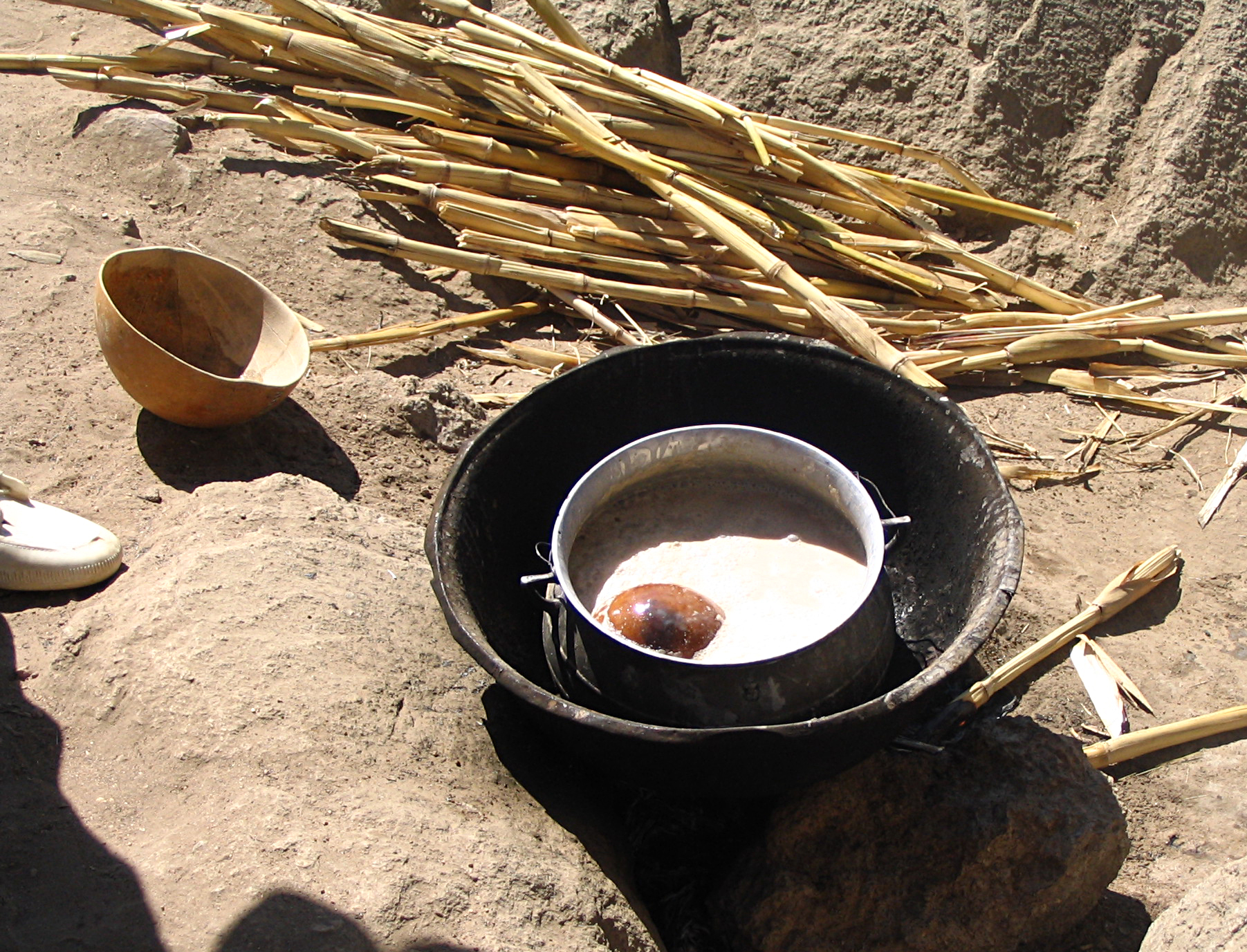
آبجو ارزن در کامرون

آبجو ارزن (به انگلیسی: Millet beer) که با اسامی چون آبجو بانتو، مالوا، آبجو کفیر و پومبه نیز شناخته می‌شود، یک نوع آبجو است که از مالت ارزن تهیه می‌گردد.